# Massa-Carrara megye
Massa-Carrara megye Olaszország Toszkána régiójának egyik megyéje. Székhelye Massa.

## Fekvése
Massa-Carrara megye La Spezia, Parma, Reggio Emilia és Lucca megyékkel határos.

## Községek(comuni)
- Aulla
- Bagnone
- Carrara
- Casola in Lunigiana
- Comano
- Filattiera
- Fivizzano
- Fosdinovo
- Licciana Nardi
- Massa
- Montignoso
- Mulazzo
- Podenzana
- Pontremoli
- Tresana
- Villafranca in Lunigiana
- Zeri